# V3-B
O V-3B Kukri (AAM) é um míssil ar-ar, de guiagem infravermelha e curto alcance sul-africano desenvolvido pela Kentron, hoje parte da Denel Aerospace Systems. Entrou em operação em 1981 para substituir o V3-A.
A África do Sul sofreu um embargo a compra de armas pela ONU imposto ao regime Apartheid nas década de 60 e 70. Com o conflito com Angola, apoiada pelos russos e cubanos, era necessário desenvolver localmente seus próprios equipamentos militares, entre esses, mísseis ar-ar. Por isso, a África do Sul desenvolveu sua própria linha de mísseis a partir de 1969.
O V3-A só podia ser disparado em baixa velocidade e pouca força g. O sensor era pouco sensível, o que limitava o ângulo de lançamento, além de ser facilmente enganado por contra-medidas térmicas(Flares) ou pela proximidade com o solo. A aeronave lançadora também tinha capacidades de voo reduzidas, pois manobras mais agressivas danificavam os mísseis. Estas limitações dificultavam o emprego operacional do míssil, principalmente contra um inimigo tecnologicamente atualizado. Nenhuma aeronave foi derrubada por um V3-A, apesar de diversos disparos terem sido realizados. Por isso, a Kentron começou a desenvolver uma nova versão, V-3B.
Melhorias no sensor, alterações aerodinâmicas e na qualidade da fabricação corrigiram estes problemas. O V3-B foi inclusive oferecido para a exportação com o nome Kukri. O desempenho do míssil é considerado equivalente ao do AIM-9H/J Sidewinder. Ocorreram os primeiros acertos da série, mas apenas uma aeronave foi comprovadamente abatida. O V3-B foi integrado no Mirage F1AZ, Mirage III, Atlas Impala e, posteriormente, no Atlas Cheetah.

## Especificações
- Comprimento: 2.950 m
- Diâmetro: 127 mm
- Envergadura: 660 mm
- Peso: 74,2 kg
- Guiagem: Infravermelho
- Alcance: 0,3 a 4,0 km